# William Trelease
William Trelease, né le 22 février 1857 à Mount Vernon (État de New York) et mort le 1er janvier 1945 à Urbana (Illinois), est un botaniste, entomologiste et explorateur américain.